# Betly

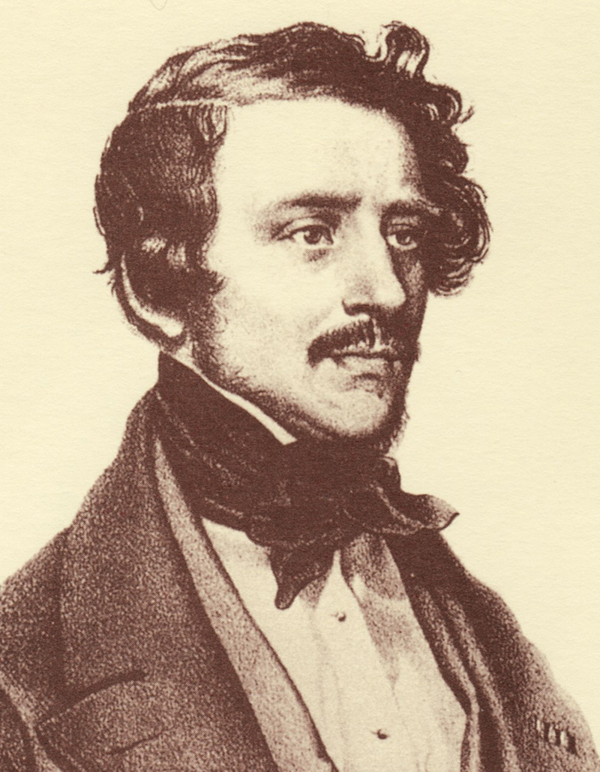
Gaetano Donizetti.

Betly, ossia La capanna svizzera (Betly, eller Den schweiziska hyddan) är en italiensk opera i en akt (1837 reviderad till två akter) med musik och libretto av Gaetano Donizetti. Donizetti skrev det italienska librettot efter Eugène Scribe och Anne-Honoré-Joseph Duveyriers libretto till Adolphe Adams opéra comique Le Chalet, vilket i sin tur var byggd på Goethes Singspiel Jery und Bätely (1780).

## Historia
Operan hade premiär den 24 augusti 1836 på Teatro Nuovo i Neapel. En reviderad version i två akter hade premiär den 29 oktober 1837 på Teatro Carolino i Palermo. Rollen som Daniele liknar Nemorinos i Kärleksdrycken med en blyg själ som lär sig stå på egna ben. Operan innehåller flera bra musiknummer, särskilt Bertlys aria "In questo semplice, modesto asilo" med sin jodelartade refräng (ett bra exempel på Donizettis skickliga presentationsarior) och duetten "Dolce, instante inaspettato" mellan Betly och Daniele som slutar med Betlys sprakande kadens (medan Daniele förgäves försöker hålla sig vaken och gäspar oupphörligt).

## Personer
- Daniele, en ung bonde (tenor)
- Max, sergeant i schweiziska armén (baryton)
- Betly, Maxs syster (sopran)
- Schweiziska bönder och soldater (kör)

## Handling
I en alphydda i Appenzell i Schweiz.
Daniele är förälskad i Betly och bjuder in alla vänner till en bröllopsmiddag. Han läser hennes brev i vilket hon erkänner sin kärlek för honom. Betly kommer in och berättat att hennes bror Max har varit soldat i 15 år nu. Daniele visar brevet men då Betly inte kan skriva visar de sig att hennes vänner har spelat Daniele ett spratt. Daniele blir rasande då han redan har ordnat allt inför bröllopet men Betly säger att hon inte behöver någon man. Militärtrupper hörs utanför och Daniele bjuder in dem. Ingen känner igen Max som sjunger om hur glad han är att vara hemma igen. Daniele vill också bli soldat. Max döljer sin identitet för systern och säger att regementet ska bo i alphyddan i två veckor. Daniele lovar Betly att stanna kvar tills soldaterna har givit sig iväg. Han kurar ihop sig i en fåtölj och somnar.
Max låtsas vara berusad och Betly skriker på hjälp. Daniele vaknar och utmanar Max på duell. Betly blir imponerad av Danieles mod och försöker hindra duellen. Hon råkar få syn på Danieles äktenskapscertifikat och skriver snabbt under. Hon viskar till Daniele att det bara är en fint, utan broderns signatur är papperet inte giltigt. Men Max har i smyg signerat kontraktet och lurat dem båda att gifta sig. Allt slutar därmed lyckligt.